# Таміка західна
Та́міка західна (Cisticola marginatus) — вид горобцеподібних птахів родини тамікових (Cisticolidae). Мешкає в Африці на південь від Сахари. Раніше вважалася конспецифічною з рудокрилою тамікою.

## Підвиди
Виділяють п'ять підвидів:
- C. m. amphilectus Reichenow, 1875 — від Мавританії і Сенегалу до Гани, південно-західного Камеруну і північно-західної Анголи;
- C. m. zalingei Lynes, 1930 — від північної Нігерії до західного Судану;
- C. m. marginatus (Heuglin, 1869) — від Судану до північної Уганди;
- C. m. nyansae Neumann, 1905 — від центру ДР Конго до Уганди і Кенії;
- C. m. suahelicus Neumann, 1905 — південний схід ДР Конго, Танзанія і північно-східна Замбія.

## Поширення і екологія
Західні таміки живуть в заплавних луках і на болотах, зокрема в долині Нілу на північ до Хартуму.

## Галерея

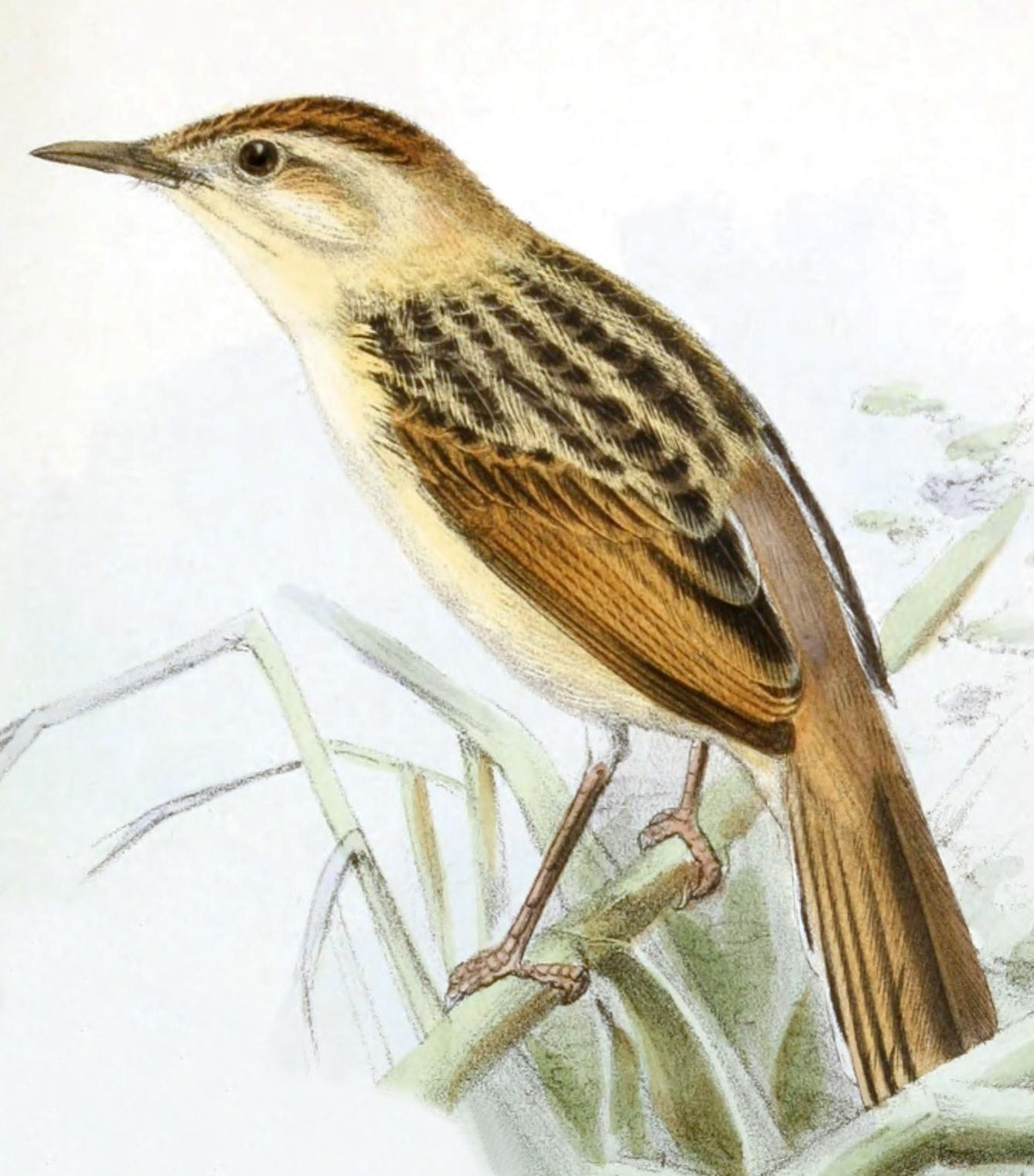
Малюнок західної таміки
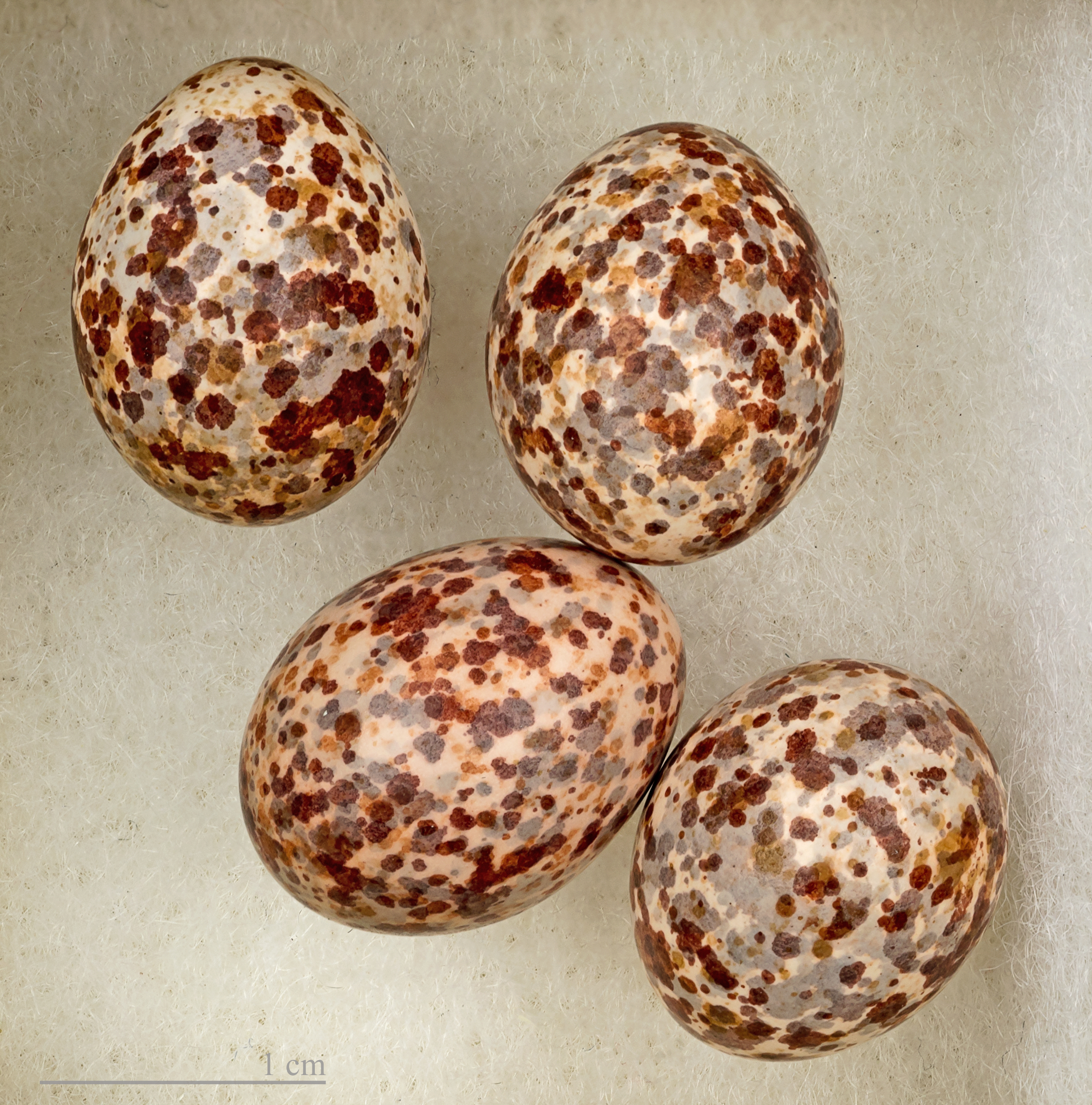
Яйця західної таміки (підвид C. m. amphilectus)
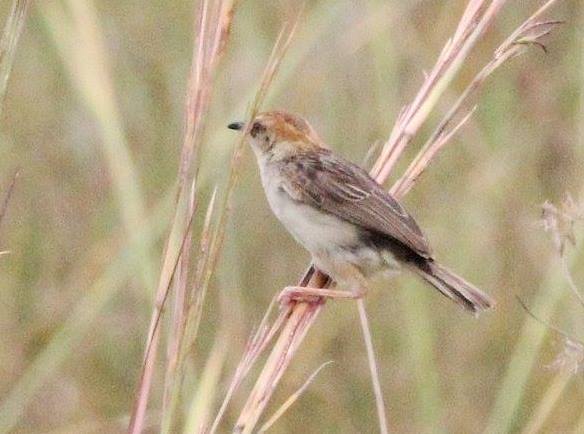
Західна таміка (підвид C. m. amphilectus, Ангола)